# Језиве приче из мрака
Језиве приче из мрака (енгл. Scary Stories to Tell in the Dark) америчко-канадски је хорор филм из 2019. године, режисера Андреа Овердала, у продукцији Гиљерма дел Тора, који је написао и причу. Главне улоге тумаче Зпи Колети, Мајкл Гарза, Габријел Раш, Остин Зајур, Натали Гранцхорн, Остин Ејбрамс, Дин Норис и Лорејн Тусен. Филм је базиран на истоименој збирци кратких хорор прича за децу, које је написао Алвин Шварц.
Снимање је почело у августу 2018, а завршило се у новембру исте године. Све локације снимања смештене су у Хамилтону, Онтарио. Иако је првобитно био замишљен као омнибус, Дел Торо је одустао од те идеје јер је сматрао да су „омнибуси увек лоши онолико колико је лоша најгора прича у њима, а никада нису добри онолико колико је добра најбоља прича”.
Филм је премијерно приказан 9. августа 2019, у дистрибуцији продукцијске куће Лајонсгејт. Остварио је комерцијални успех зарадивши 106 милиона долара са четвороструко мањим буџетом. Реакције публике и критичара биле су претежно позитивне. На сајту Ротен томејтоуз оцењен је са 77%. Био је номинован за две Награде Сатурн, у категоријама најбољег хорор филма и нмајбоље шминке. Прву је изгубио од Невиљивог човека, а другу од блокбастера Звездани ратови — епизода IX: Успон Скајвокера.

## Радња
На Ноћ вештица 1968, у малом граду Мил Вали, Пенсилванија, троје тинејџера, Стела, Оги и Чак, праве шалу на рачун насилника из њихове школе, Томија Милнера. Томи почиње да их јури по граду са својом бандом, када им непознати младић, који се представља као Рамос, помогне да се сакрију. Заједно са Рамоном, група одлази у некадашњу кућу породице Белоуз, за коју се верује да је уклета. Они тиме на себе навлаче клетву и једно по једно умире на начин описан у књизи коју је Стела узела из куће.

## Улоге
| Глумац           | Улога                    |
| ---------------- | ------------------------ |
| Зои Колети       | Стела Николс             |
| Мајкл Гарза      | Рамон Родригез           |
| Габријел Раш     | Август „Оги” Хилдербрант |
| Остин Зајур      | Чарли „Чак” Штајнберг    |
| Натали Гранцхорн | Рут „Рути” Штајнберг     |
| Остин Ејбрамс    | Томи Милнер              |
| Дин Норис        | Рој Николс               |
| Гил Белоуз       | полицајац Тарнер         |
| Лорејн Тусен     | Луиза „Лу Лу” Батист     |
| Ајани Стивенсон  | мала „Лу Лу”             |
| Мери Ворд        | госпођа Хилдербрант      |
| Дебора Полит     | госпођа Штајнберг        |
| Мет Смит         | господин Штајнберг       |
| Карен Глејв      | Клер Батист              |
| Кајл Лабин       | заменик шерифа Хобс      |
| Викторија Фодор  | госпођа Милнер           |